# Flor de sal

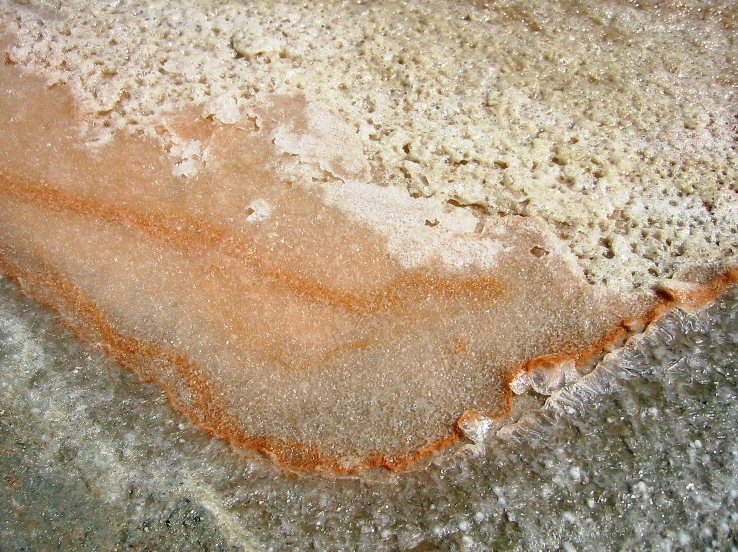
flor de sal

La flor de sal és una forma de sal pura, recollida segons tècniques molt tradicionals a Europa, l'origen de la qual és marí. Concretament, es recull la sal de la capa superior dels recipients on s'obté sal, abans aquesta no caigui al fons.
El seu nom procedeix del francès Fleur de Sel i es recull a tota la costa nord francesa (sobretot a la Bretanya). Una de les flors de sal més populars, de fet, és la sal Guérande, encara que n'hi ha d'altres en diferents parts del món, com ara la de l'Algarve a Portugal, de qualitat similar. Pel que fa al color, algunes varietats tenen tons grisosos deguts a alguns minerals i d'altres varietats tenen tons vermellosos o rosats deguts a la presència de microalgues de Dunaliella salina.
En aquesta sal, hi ha una barreja entre un toc subtil de violetes i una delicada olor marina. Alguns la denominen: la reina de la sal. Atesa la seva relativa escassetat, la flor de sal és la més cara de les sals que es venen.

## Usos
Aquesta sal s'utilitza sempre afegint-la en l'última fase d'emplatat d'un plat, just abans de servir-se, atès que sol fondre's fàcilment amb els sucs dels aliments. Sol emprar-se en gairebé qualsevol tipus de plat, des de carns fins a verdures o peixos.